# صوفي شارلوت
صوفي شارلوت، ( 27 يوليو 1713 - 2 مارس 1747)، هي أميرة من براندنبورغ-بايرويت ، كانت عضوًا ألمانيًا نبيلًا في منزل هوهنزولرن، إحدى العائلات الملكية السابقة في أوروبا، من خلال زواج دوقة ساكس-فايمار وساكس -إيزناخ .
ولدت في ويفرلينجن، وكانت الرابعة من بين خمسة أطفال ولدوا من زواج جورج فريدريك تشارلز ومارجريف من براندنبورغ بايرويت.   في عام 1716 أدينت والدتها بتهمة الزنا وسجنت.

## حياتها المبكرة
في بايرويت في 7 أبريل 1734 ، تزوجت صوفي شارلوت من إرنست أوغسطس الأول ، دوق ساكس-فايمار كزوجة ثانية. أنجبا أربعة أطفال:
1. تشارلز أوغسطس يوجين ، أمير وراثي لساكس فايمار ( ١ يناير ١٧٣٥ - ١٣ سبتمبر ١٧٣٦).
2. إرنست أوغسطس الثاني كونستانتين ، دوق ساكس فايمار أيزناخ (2 يونيو 1737 - 28 مايو 1758).
3. إرنستين أوغست صوفي (4 يناير 1740 - 10 يونيو 1786) ، تزوج في 1 يوليو 1758 من إرنست فريدريك الثالث كارل ، دوق ساكس هيلدبورغهاوزن .
4. إرنست أدولف فيليكس (23 يناير 1741 - 1743).

في 26 يوليو 1741 ، أصبحت أيضًا قرينة دوقة ساكس-إيزناخ بعد أن ورث من زوجها تلك الأرض.

## وفاتها
توفيت صوفي شارلوت في إلميناو عن عمر يناهز 33 عامًا. ودفنت هناك. 